# Buque faro Ambrose
El Ambrose (en inglés: Lightship Ambrose) es un buque faro histórico ubicado en Nueva York, Nueva York. El Ambrose se encuentra inscrito como un Hito Histórico Nacional en el Registro Nacional de Lugares Históricos desde el 7 de septiembre de 1984.

## Ubicación
El Ambrose se encuentra exhibido como buque museo dentro del condado de Nueva York en las coordenadas 40°42′17″N 74°00′09″O / 40.704722, -74.0025.